# Ofeq–1
Ofeq–1 az első izraeli műhold, első generációs teszt optikai felderítő műhold. Izrael lett a 8. nemzet, aki saját hordozóeszközzel állított pályára műholdat.

## Küldetés
Feladata tesztelni az indítórendszert, a hordozórakétát, az irányító, követő és ellenőrző technikai rendszert, az űreszköz technikai elemeinek működőképességét mikrogravitációs környezetben, illetve a földi adatfeldolgozó működését.

## Jellemzői
Gyártotta az Israel Aircraft Industries Ltd. (IAI), az Elbit Systems El- Op valamint az Izraeli Űrügynökség (ISA), üzemeltette a Hadsereg. Ofeq–2 az ikerműholdja.
Megnevezései: Ofeq; Offek; Ofek (héberül: אופק; Horizont); COSPAR: 1988-087A; SATCAT kódja: 19519.
1988. szeptember 19-én a Palmachim légi támaszpontról, a telepített indítóállványról egy hordozórakétával állították alacsony Föld körüli pályára (LEO = Low-Earth Orbit). Az orbitális pályája 98,8 perces, 142,9 fokos hajlásszögű, elliptikus pálya perigeuma 250 kilométer, az apogeuma 1149 kilométer volt. A kialakított retrográd pályaelemek lehetővé teszik, hogy a műhold naponta, mintegy hat alkalommal átrepüljön Izrael és a szomszédos országok felett. Az amerikai és az orosz műholdak egy vagy két alkalommal repülnek át a megfigyelendő terület felett.
Az űreszköz formája egy szabálytalan nyolcszögletű prizma, építési anyaga alumínium. Giroszkóppal háromtengelyesen forgás stabilizált egység. Magassága 2,3, alaplapjának átmérője 1,2, fedőlapjának átmérője 0,7 méter, tömege 155 kilogramm. Felderítő feladatán túl a Föld mágneses mezejét mérte. Ultraibolya, látható képalkotó érzékelőkkel, valamint magnetométerrel volt felszerelve. Tervezett szolgálati ideje néhány hét. Telemetria rendszere antennái segítségével biztosította a kapcsolattartást, adatszolgáltatást. Az űreszköz felületét napelemek (16 darab) borították (246 W), éjszakai (földárnyék) energia ellátását újratölthető nikkel-kadmium akkumulátorok (7 Ah) biztosították.
1989. január 14-én 117 nap (0,32 év) után belépett a légkörbe és megsemmisült.